# Camisa-sostén
La camisa-sostén, también llamada camisa con corte bajo, es una prenda femenina. Este tipo de camisa consiste en dos lazos que suben a la parte de la espalda, seguida con un redondeado en los senos, dándole una comodidad en forma de almohada redonda. Al final termina en el cuerpo. Se utiliza sobre todo como modelaje y símbolo de seducción. Algunas modelos, la acompañan con una bombacha.
- Datos: Q5742460